# گلوریا (فیلم ۱۹۹۹)
گلوریا (انگلیسی: Gloria) فیلمی به کارگردانی سیدنی لومت است که در سال ۱۹۹۹ منتشر شد. از بازیگران آن می‌توان به شارون استون، جرج سی. اسکات، بانی بدیلیا و بابی کاناوله اشاره کرد.